# Aschaffenburg
Aschaffenburg je město v německé spolkové zemi Bavorsko, na soutoku řek Mohan a Aschaff. Leží na úpatí pohoří Spessart 280 km severozápadně od Mnichova. Díky příjemnému podnebí má přezdívku bavorská Nizza.

## Historie
Město bylo v letech 982 až 1803 součástí Arcidiecéze mohučské, za napoleonských válek zde krátce existovalo samostatně Aschaffenburské knížectví, které pak připadlo Bavorsku. V červenci 1866 se odehrála bitva u Aschaffenburgu, která byla součástí prusko-rakouské války. V dubnu 1945 probíhaly tuhé boje o město, které vedly ke zničení většiny staveb. Po válce v Aschaffenburgu sídlila americká armáda.
Nejvýznamnější památkou je zámek Johannisburg ze 17. století, kde je umístěna státní obrazová galerie. Ve městě se dále nachází Muzeum přírodní historie, Muzeum židovské kultury a Pompejanum, vila napodobující antickou architekturu, kterou dal postavit král Ludvík I. Bavorský. Nejdůležitějším chrámem je kostel svatého Petra a Alexandra (basilica minor). Ve městě se koná tradiční historické symposium zvané Aschaffenburger Gespräche. 
V roce 1995 byla založena místní vysoká škola Hochschule für angewandte Wissenschaften Fachhochschule Aschaffenburg. Ve městě vychází deník Main-Echo. Maskotem města je figurka zvaná Maulaff, dřevěná soška sedláka s otevřenými ústy, která sloužila v zámeckém parku jako terč, do něhož se hosté trefovali míčem.

## Městské části
- Damm
- Gailbach
- Leider
- Nilkheim
- Obernau
- Obernauer Kolonie
- Österreicher Kolonie
- Schweinheim
- Stadtmitte
- Strietwald

## Rodáci
- Lujo Brentano, ekonom a sociální reformátor
- Joseph Anton Schneiderfranken, spisovatel a mystik
- Ernst Ludwig Kirchner, expresionistický malíř
- Felix Magath, fotbalista
- Carlos Boozer, basketbalista

## Sport
Místní fotbalový klub Viktoria Aschaffenburg, který v osmdesátých letech postoupil až do druhé bundesligy, je zajímavý tím, že většinu existence strávil kvůli lepšímu dopravnímu spojení v hesenských místo v bavorských soutěžích.

## Partnerská města
Partnerským městem je od roku 1956 Perth (Skotsko).